# Acanthocreagris ronciformis
Acanthocreagris ronciformis är en spindeldjursart som först beskrevs av Vladimir V. Redikorzev 1949.  Acanthocreagris ronciformis ingår i släktet Acanthocreagris och familjen helplåtklokrypare. Inga underarter finns listade i Catalogue of Life.